# キマエラ (小惑星)
キマエラ (623 Chimaera) は、小惑星帯の小惑星。1907年にハイデルベルクで発見された。
リュキアのキマイラ山（現：Yanartaş山）又はそこに住んでいたとされる怪物キマイラ (Chimaira) のラテン語読みから名付けられた。